# Nowa Wieś (Milanówek)
Nowa Wieś – dawna wieś położona w województwie mazowieckim, w powiecie grodziskim; od 1952 w granicach miasta Milanówek, położona w jego południowo-wschodniej części.
Od 1867 wieś w gminie Młochów w powiecie błońskim. 20 października 1933 utworzyła gromadę w granicach gminy Młochów, składającą się z wsi Nowa Wieś i osady Nowa Wieś. Od 1948 w powiecie grodziskomazowieckim.
W związku z reorganizacją powiatu grodziskomazowieckiego 1 lipca 1952 gromadę Nowa Wieś włączono do Milanówka.